# 切列特維齊湖
56°04′17″N 30°02′46″E / 56.07139°N 30.04611°E
切列特維齊湖（俄语：Черетвицы），是俄羅斯的湖泊，位於該國西北部，由普斯科夫州負責管轄，處於涅韋爾區，面積2.4平方公里，集水區面積24.8平方公里，平均水深9.4米，最大水深25.5米。